# Muurla

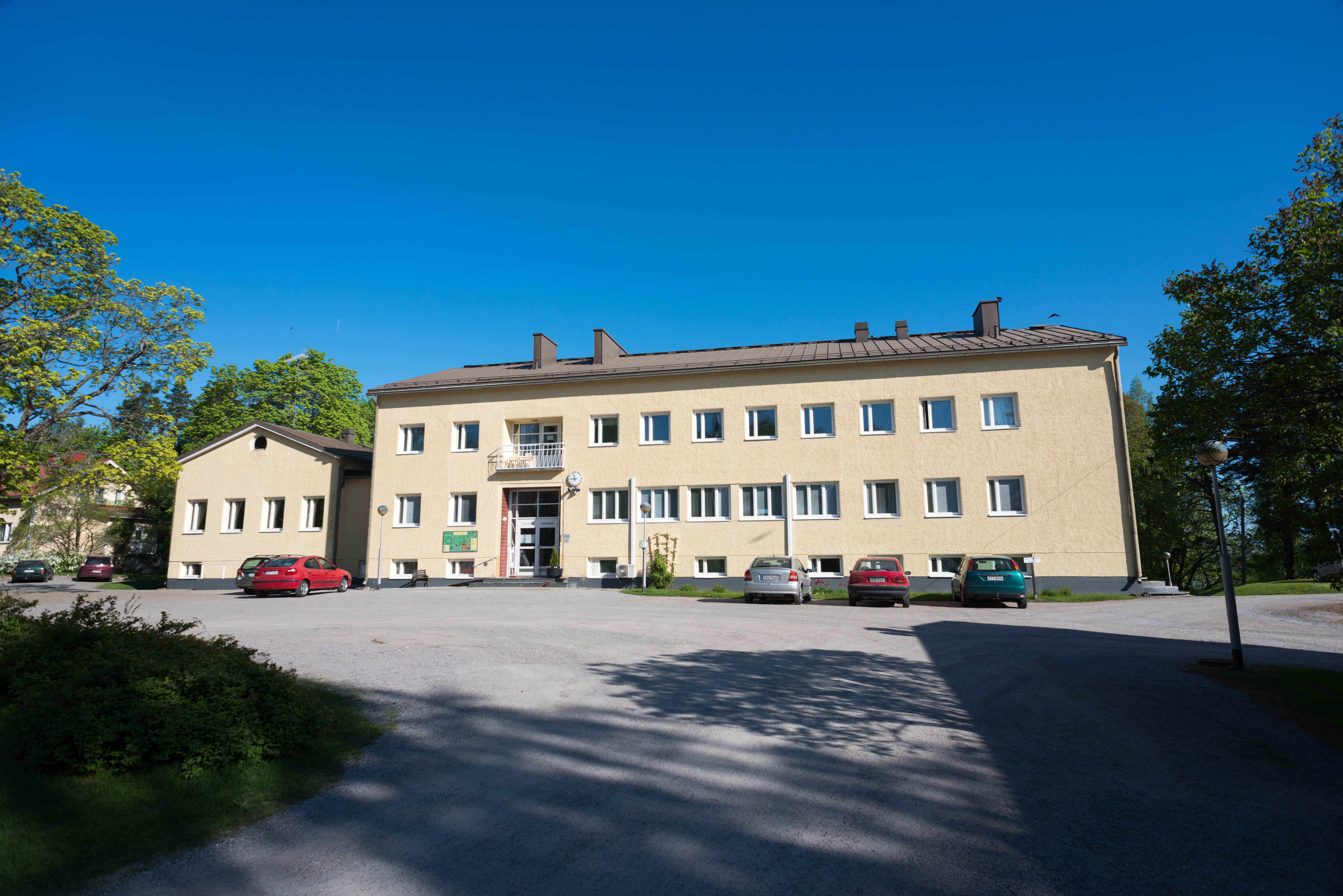
Muurla folkhögskola.

Muurla var en kommun i landskapet Egentliga Finland i Finland. Kommunen hade 1 562 invånare (2008), på en yta av 83,05 km². Den 1 januari 2009 förenades Muurla jämte Bjärnå, Finby, Halikko, Kiikala, Kisko, Kuusjoki, S:t Bertils och Suomusjärvi med Salo stad.
Muurla var enspråkigt finskt.

## Geografi
Den största sjön som helt ligger inom det tidigare Muurla kommuns område är Ylisjärvi, vid vars strand Muurla kyrka ligger. Till Muurla sträcker sig också sjön Hirsijärvi, som huvudsakligen ligger inom de tidigare Kisko och Kiikala kommunernas område.

### Byar
Det finns 17 byar i Muurla:
Hakola, Harjula, Iloniemi, Järvis (finska: Järvi), Kaivonpyöli, Kaukelmaa, Kaukola, Kistola, Koskis (finska: Koski), Muurla kyrkby, Pullola, Böle (finska: Pyöli), Ranta, Ruotsala, Träskvik (finska: Suoloppi), Lillpullola (finska: Vähä-Pullola), Äijälä.

## Historia
Muurla har historiskt sett varit en del av Uskela kyrksocken, som troligen grundades redan på 1200-talet. Inom Uskela var Muurla från början en del av Salo kapellförsamling, som grundades under Uskela moderförsamling under medeltiden, troligtvis på 1440-talet. År 1724 blev Muurla en predikoplats inom Salo kapellförsamling, vilket innebar att Muurla hade en egen kyrkobyggnad men ingen egen präst.
År 1832 slogs Salo kapellförsamling och den gamla Uskela moderförsamling samman till en ny Uskela moderförsamling, där också Muurlas predikoplats ingick. Muurla blev en kapellförsamling med egen präst under Uskela moderförsamling år 1860.
Muurla kommun grundades 1868. Församlingsmässigt blev Muurla självständigt från Uskela som en egen kyrkoherdeförsamling år 1919. Muurla var en självständig kommun i 141 år och en självständig församling i 90 år.
Den 1 januari 2009 upplöstes Muurla kommun och slogs samman med nio andra kommuner.  Den nya kommunen antog namnet Salo och benämningen stad.

## Kultur

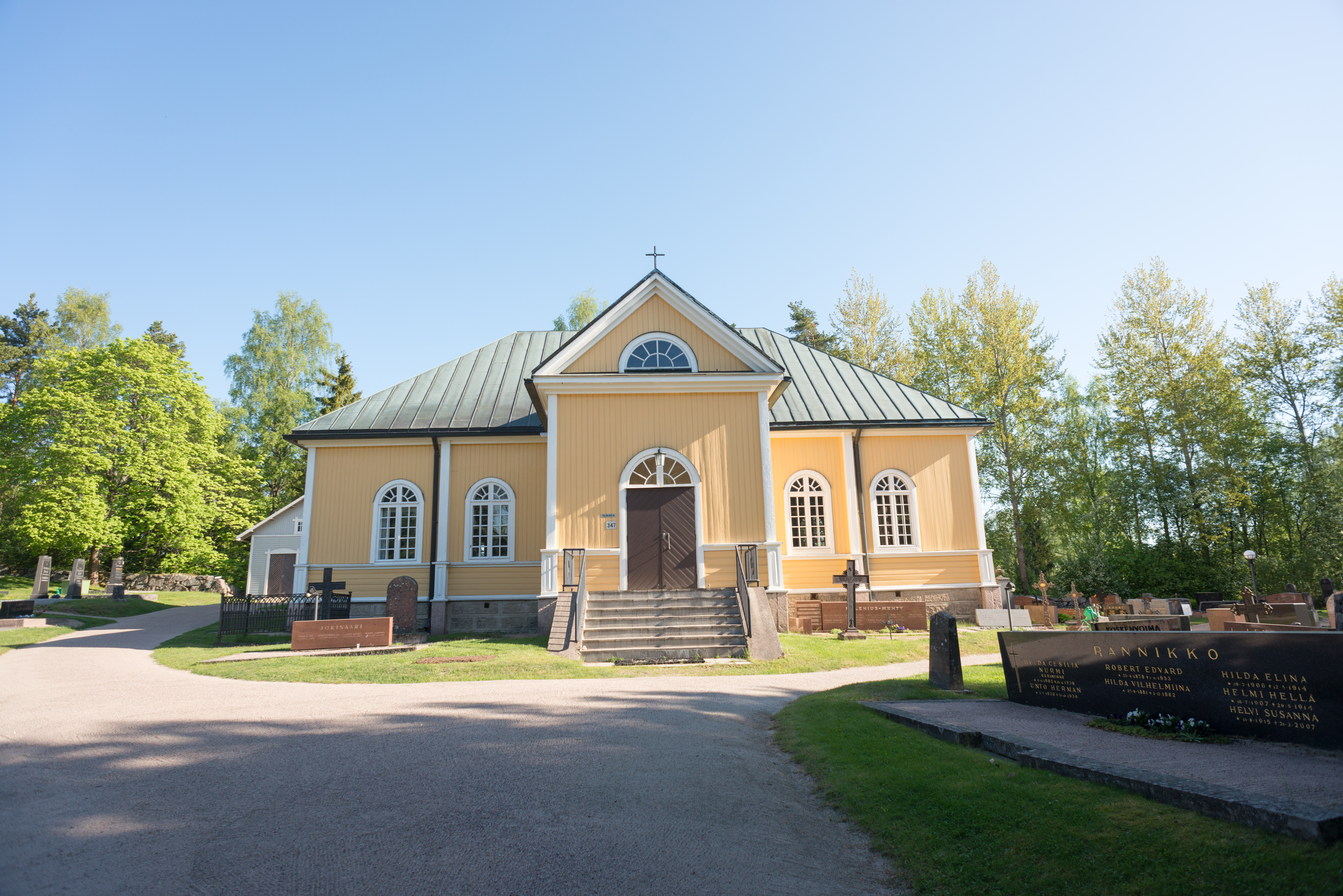
Muurla kyrka

I Muurla ligger Muurla glasbruk, vars fabriksbutik är en betydande turistattraktion. En annan viktig institution i Muurla är Muurla folkhögskola. Muurla kyrka har byggts 1835. Omkring kyrkans finns en begravningsplats. Salo stad har ett sidobibliotek i Muurla.